# 경서남로
경서남로(京西南路)는 송나라 때에 존재했던 중국의 옛 행정 구역이었다. 현재의 후베이성 난양 시, 샹양 시, 쑤이저우 시, 스옌 시 일대에 존재했다. 양양부와 7주를 통치했다.

## 행정구역

### 양양부(襄陽府)
양양군 산남동도절도(山南東道節度)를 두었다. 1119년(선화 원년), 양주(襄州)를 양양부로 승격시켰다. 숭녕연간에는 87,307호 192,605명의 주민들이 살았다. 사향, 백곡(白穀), 칠기를 공납으로 바쳤다. 6현을 두었다. 정강의 변이후 송나라의 전방 최종거점이 되었다.
| 현명   | 한자   | 대략적 위치                    | 비고 |
| ------ | ------ | ------------------------------ | --- |
| 양양현 | 襄陽縣 | 샹양 시                        | 부의 치소가 있었다. 송나라, 특히 남송대에 막대한 군사적 역량을 이곳에 집중시켜 가장 중요한 군사요새로 성장했다.      |
| 등성현 | 鄧城縣 | 샹양 시 판청 구 단산진(团山鎭) | |
| 곡성현 | 穀城縣 | 샹양 시 구청 현                | |
| 의성현 | 宜城縣 | 샹양 시 이청 시                | |
| 중로현 | 中盧縣 | 샹양 시 난장 현 구집진(九集鎭) | 976년(태평흥국 원년), 수나라 의청현(義淸縣)을 지금의 이름으로 바꿨다. 1135년(남송 소흥 5년)에 남장현에 통폐합되었다. |
| 남장현 | 南漳縣 | 샹양 시 난장 현                | |

### 등주(鄧州)
남양군 무승군절도(武勝軍節度)를 두었다. 과거에는 군명을 상군이라고 했다. 1112년(정화 2년) ,망(望)급군이 되었다가 건륭초에 임뢰현(臨瀨縣)을 폐했다. 숭녕연간에는 114,127호 297,550명의 주민들이 살았다. 하얀국화를 공납으로 바쳤다. 5현을 두었다. 정강의 변이후 금나라에 점령되었고 금나라 남경로에 속했다.
| 현명   | 한자   | 대략적 위치            | 현급       | 비고 |
| ------ | ------ | ---------------------- | ---------- | --- |
| 양현   | 穰縣   | 난양 시 덩저우 시 동남 | 上(상)     | |
| 남양현 | 南陽縣 | 난양 시                | 中下(중하) | 1044년(경력 4년), 방성현(方城縣)을 진으로 격하시켜 통폐합시켰다가 1078년(원풍 원년), 현으로 복구하여 당주로 이관시켰다. |
| 내향현 | 內鄕縣 | 난양 시 네이샹 현      | 中下       | |
| 순양현 | 順陽縣 | 난양 시 덩저우 시 서   | 中下       | 981년(태평흥국 6년), 순양진에서 현으로 격상시켰다.                                                                      |
| 석천현 | 析川縣 | 난양 시 시촨 현        | 中下       | |

### 수주(隨州)
상급주로 군명은 한동군(漢東郡)으로 숭신군절도(崇信軍節度)를 두었다. 967년(건덕 5년), 숭의군절도를 두었는데, 976년에 지금의 이름으로 고쳤다. 숭녕연간에는 30,804호 67,021명의 주민들이 살았다. 비단, 칡, 복분자를 공납으로 바쳤다. 3현을 두었다.
| 현명   | 한자   | 대략적 위치                | 현급 | 비고                                                                  |
| ------ | ------ | -------------------------- | ---- | --------------------------------------------------------------------- |
| 수현   | 隨縣   | 쑤이저우 시                | 上   | 1068년(희녕 원년) 광화현(光化縣)을 진으로 격하시켜 본현에 내속시켰다. |
| 당성현 | 唐城縣 | 쑤이저우 시 당현진(唐縣鎭) | 中下 |                                                                       |
| 조양현 | 棗陽縣 | 샹양 시 짜오양 시          | 中下 |                                                                       |

### 금주(金州)
상급주로 군명은 안강군(安康郡)이다. 967년에 소화군절도(昭化軍節度)를 두었다. 숭녕연간에는 39,636호 95,974명의 주민이 살았다. 부금(麩金), 사향, 지각실(枳殼實), 두중(杜仲), 백교향(白膠香), 황벽(黃檗)을 공납으로 바쳤다. 5현을 두었다.
| 현명   | 한자   | 대략적 위치               | 현급 | 비고                                               |
| ------ | ------ | ------------------------- | ---- | -------------------------------------------------- |
| 서성현 | 西城縣 | 안캉 시 한수남쪽          | 下   |                                                    |
| 순양현 | 洵陽縣 | 안캉 시 쉰양 현 한수 북쪽 | 中   | 966년 육양현(淯陽縣)을 폐지하고 본현에 내속시켰다. |
| 한음현 | 漢陰縣 | 안캉 시 한인 현           | 中   |                                                    |
| 석천현 | 石泉縣 | 안캉 시 스취안 현         |      |                                                    |
| 평리현 | 平利縣 | 안캉 시 핑리 현           |      |                                                    |

### 방주(房州)
하급주로 군명은 방릉군(房陵郡)이다. 개보연간에 상용현(上庸縣)과 영청현(永淸縣)을 폐했다. 986년(옹희 3년)에 보강군절도(保康軍節度)를 두었다. 숭녕연간에는 33,151호 47,941명의 주민들이 살았다. 사향, 사령포(糸寧布), 종유석, 죽순을 공납으로 바쳤다고 한다. 2현을 두었다. 방릉현에 치소를 두었다.
| 현명   | 한자   | 대략적 위치     | 현급 |
| ------ | ------ | --------------- | ---- |
| 방릉현 | 房陵縣 | 스옌 시 팡 현   | 上   |
| 죽산현 | 竹山縣 | 스옌 시 주산 현 | 下   |

### 균주(均州)
상급주로 군명은 무당군(武當郡)이다. 본래 방어를두었는데, 968년, 상주방어가 옮겨들어왔다. 1119년(선화 원년), 무당군이란 군명을 받고 무당군절도(武當軍節度)를 두었다. 숭녕연간에는 30,107호 44,796명이 살았다. 사향을 공납으로 바쳤다. 2현을 두었다.
| 현명   | 한자   | 대략적 위치         | 현급 |
| ------ | ------ | ------------------- | ---- |
| 무당현 | 武當縣 | 스옌 시 단장커우 시 | 上   |
| 운향현 | 鄖鄉縣 | 스옌 시 윈양 구     | 上   |

### 정주(郢州)
상급주로 군명은 부수군(富水郡)이다. 방어를 두었다. 숭녕연간에 행해진 인구조사에 따르면 47,281호 78,727명이 살았다고 한다. 흰모시(白紵)를 공납으로 바쳤다고 한다. 2현을 두었다.
| 현명   | 한자   | 대략적 위치     | 현급 |
| ------ | ------ | --------------- | ---- |
| 장수현 | 長壽縣 | 징먼 시 중샹 시 | 上   |
| 경산현 | 京山縣 | 징먼 시 징산 현 | 下   |

### 당주(唐州)
상급주로 군명은 회안군(淮安郡)이다. 960년(건융 원년), 단련을 두었다. 972년(개보 5년), 평씨현(平氏縣)을 폐했다. 숭녕연간에는 89,955호 202,172명의 주민들이 살았다. 5현을 두었다. 정강의 변이후 금나라에 점령되었고 금나라 남경로에 속했다.
| 현명   | 한자   | 대략적 위치                      | 현급 | 비고                                                                           |
| ------ | ------ | -------------------------------- | ---- | ------------------------------------------------------------------------------ |
| 필양현 | 泌陽縣 | 난양 시 탕허 현                  | 中下 |                                                                                |
| 호양현 | 湖陽縣 | 난양 시 탕허 현 호양진(湖陽鎭)   | 中下 | 은광산이 있다.                                                                 |
| 비양현 | 比陽縣 | 주마뎬 시 비양 현 고성촌(古城村) | 中下 |                                                                                |
| 동백현 | 桐柏縣 | 난양 시 퉁바이 현                | 下   | 973년(개보 6년), 회독고묘(淮瀆故廟)로 치소를 옮겼다.                           |
| 방성현 | 方城縣 | 난양 시 팡청 현                  | 下   | 1044년 진으로 격하하여 등주 남양현으로 내속시켰다. 1078년에 현으로 복구되었다. |

### 광화군(光化軍)
하급주로 964년(건덕 2년), 양주 음성진(陰城鎭)을 군으로 승격시켰다. 곡성현(穀城縣) 3개 향을 쪼개고 건덕현(建德縣)을 설치했다. 1072년(희녕 5년), 군을 폐하고 건덕현을 광화현(光化縣)으로 개명하여 양주에 소속시켰다. 원우초에 군으로 복구했다. 1현을 두었다.
| 현명   | 한자   | 대략적 위치                | 현급 |
| ------ | ------ | -------------------------- | ---- |
| 건덕현 | 建德縣 | 스옌 시 라오허커우 시 서북 | 望   |